# Michael Pointer (cómic)
Michael Pointer es un personaje ficticio con nombre en código Omega, un mutante que aparece en los cómics estadounidenses publicados por Marvel Comics.

## Historial de publicaciones
Apareció por primera vez en New Avengers #16 (abril de 2006) como el Colectivo antes de convertirse en miembro del equipo Omega Flight.

## Biografía ficticia
Pointer trabajó como cartero en el Polo Norte, Alaska, sin saber que era un mutante con la capacidad de absorber la energía, las habilidades e incluso la personalidad de otros mutantes. Sin darse cuenta, se convirtió en el punto focal de la energía mutante desplazada después del evento de Decimación, que previamente había flotado sobre la Tierra, manteniendo la mente incorpórea del fallecido mutante Xorn, entre otros. Después de absorber la energía, Pointer se convirtió en el ser conocido como el Colectivo. Con su cuerpo poseído por la conciencia de Xorn, Pointer arrasó América del Norte, matando a más de 2.000 personas.Al ingresar a Canadá, el Colectivo mató a la mayoría de los miembros originales de Alpha Flight.En Cleveland, fuera del Salón de la Fama del Rock and Roll, el se enfrentó a Iron Man, Ms. Marvel y Sentry en batalla. A través de ese encuentro, Spider-Man y Visión, con la ayuda de S.H.I.E.L.D., pudieron determinar la naturaleza de sus poderes.
El Colectivo fue a Genosha y comenzó a transferir sus poderes al recientemente despojado Magneto. Después de la batalla que siguió entre Magneto y el Colectivo (aún bajo la influencia de Xorn) y los Nuevos Vengadores, Pointer todavía poseía una gran cantidad de energía residual. Después de la Guerra Civil de superhéroes, se vio obligado a unirse a Omega Flight como una forma de expiar el daño que causó mientras era el Colectivo.
Como miembro de Omega Flight, Pointer vestía un traje diseñado por Reed Richards para regular sus poderes de absorción mutantes.Durante la primera misión de Omega Flight, Pointer ayudó al grupo contra las fuerzas combinadas de la Brigada de Demolición y la Gran Bestia conocida como Tanaraq.Después de la batalla, Sasquatch se disculpa por imponerle el traje de Richards a Michael, indicándole que evite pensar en el pasado y que, en cambio, haga lo correcto con el uniforme estilo Guardián y la nación que representa. Pointer también obtiene el perdón de Talismán, quien se da cuenta de que Pointer está verdaderamente arrepentido por el papel indirecto que desempeñó en el incidente de Alpha Flight.
Bajo el nombre en clave de Arma Omega, Pointer apareció a continuación en la serie Marvel Comics Presents (2007), que duró 12 números. El gobierno canadiense estaba usando a Pointer en un proyecto de Arma Omega, en el que los villanos capturados por Omega Flight fueron utilizados para proporcionar energía a Pointer, ya que su energía colectiva comenzaba a desvanecerse. Pointer y los demás miembros de Omega Flight desconocían la fuente de energía. El gobierno también usaría la hormona de crecimiento mutante para aumentar los poderes de los criminales y hacer que su ADN sea más compatible con el de Pointer, mientras usaba el traje Guardián para regular el flujo (el uso de los poderes de absorción de Pointer en estos criminales fue fatal). Esto hizo que Pointer se convirtiera en un adicto a la energía, y sólo con la ayuda de los demás miembros de Omega Flight pudo detener los planes del gobierno. Al final de esta serie rechazó su papel en Omega Flight.
También apareció en Incredible Hercules #117 en una escena de flashback donde le pidió a Snowbird que se uniera a Omega Flight. Ella se negó violentamente, ya que él mató a sus antiguos compañeros de equipo como el Colectivo y ahora vestía un traje similar al uniforme original del Guardián.
Arma Omega fue reclutado para unirse a los "Dark X-Men" de Emma Frost.Norman Osborn consigue que Omega se una a sus X-Men para 'expiar' todas las muertes que ayudó a causar. Osborn intenta utilizar un dispositivo creado por la Bestia Oscura (una versión de realidad alternativa de Henry McCoy) para desviar poderes de los mutantes y colocarlos en Pointer. Pointer parece desarrollar una adicción a esto, gritando constantemente que necesita "más energía" durante los encendidos del dispositivo. El uniforme de Pointer dejó de parecerse al traje de Guardiány eliminaría Arma de su nombre en clave. Después de la reorganización de los X-Men de Osborn, se muestra que los potenciadores están afectando la psique de Pointer, donde parece que restos de las personalidades de los mutantes de los que está drenando energía se filtran en su mente.
Después de que Osborn fuera derrotado por los Vengadores durante la historia de Siege, Mimic y Arma Omega dejaron H.A.M.M.E.R., pero los poderes de Arma Omega comenzaron a fallar. Mimic acudió a Hank McCoy en busca de ayuda, ya que él había sido la única persona que siempre lo había ayudado cuando necesitaba ayuda. Mimic llevó a Arma Omega al Instituto Xavier donde Bestia descubrió que Arma Omega estaba a punto de explotar. Los X-Men intentaron varias formas de evitar la explosión. Pero al final, la única salida que quedó fuera de la muerte fue un coma artificial inducido. Arma Omega le pidió a su único amigo que lo hiciera y Mimic obedeció. Tomando prestados poderes de Rachel Grey, Mimic puso a Omega a dormir prometiendo permanecer a su lado hasta que despierte.

## Poderes y habilidades
Michael Pointer es un mutante con la capacidad de absorber la energía, personalidades y habilidades de otros mutantes. Debe estar cerca del mutante, pero no necesita que lo toque. Su absorción da como resultado una pérdida proporcional de capacidad en sus víctimas. Lleva un traje diseñado para concentrar las energías absorbidas en vuelo, durabilidad y explosiones de energía, pero por lo demás demostraría los mismos poderes mutantes que ha absorbido.
Está limitado por la culpa, la inexperiencia con varios poderes mutantes, la falta de confianza y la confusión causada por absorber personalidades fuertes o muchas personalidades.
Como Colectivo, contenía el poder inherente de casi todos los mutantes del planeta. Cuando Mimic copió la capacidad de absorción de Michael, los dos pudieron neutralizar por completo a X-Man.